# Moskvitsj 2141
De Moskvitsj 2141 is een middenklasse auto van de autofabrikant Moskvitsj, die tussen 1986 en 1998 in Moskou gebouwd werd. De auto werd in West-Europa verkocht onder de naam Aleko.

## Geschiedenis
De nulserieproductie van de 2141 begon in 1985 in het kader van de XXVII. Partijdag van de Communistische Partij van de Sovjet-Unie. De wagens waren handgemaakt omdat de voorwaarden voor lopende bandproductie nog niet gereed waren. In 1986 - toen de 4-miljoenste Moskvitsj van de band rolde - was de jaarproductie 317 stuks, parallel gebouwd op dezelfde band als de 2138/2140 (160.000 stuks). De geplande jaarproductie na aflossing van de bestaande modellen lag op 200.000 exemplaren. In 1985 begon de omvangrijke reconstructie van de fabriek met nieuwe gebouwen en programmeerbare robots, onder meer uit Italië, de BRD en de DDR. De invoering van het nieuwe model werd een Planopdracht voor het XII. Vijfjarenplan (1986 tot 1990), in 1989 had de 2141 de 2140 volledig afgelost. Qua vermogen en afmetingen werd de Moskvitsj boven de Lada-modellen geplaatst, de binnen- en buitenafmetingen komen bijna in de buurt van de GAZ 24 Volga.

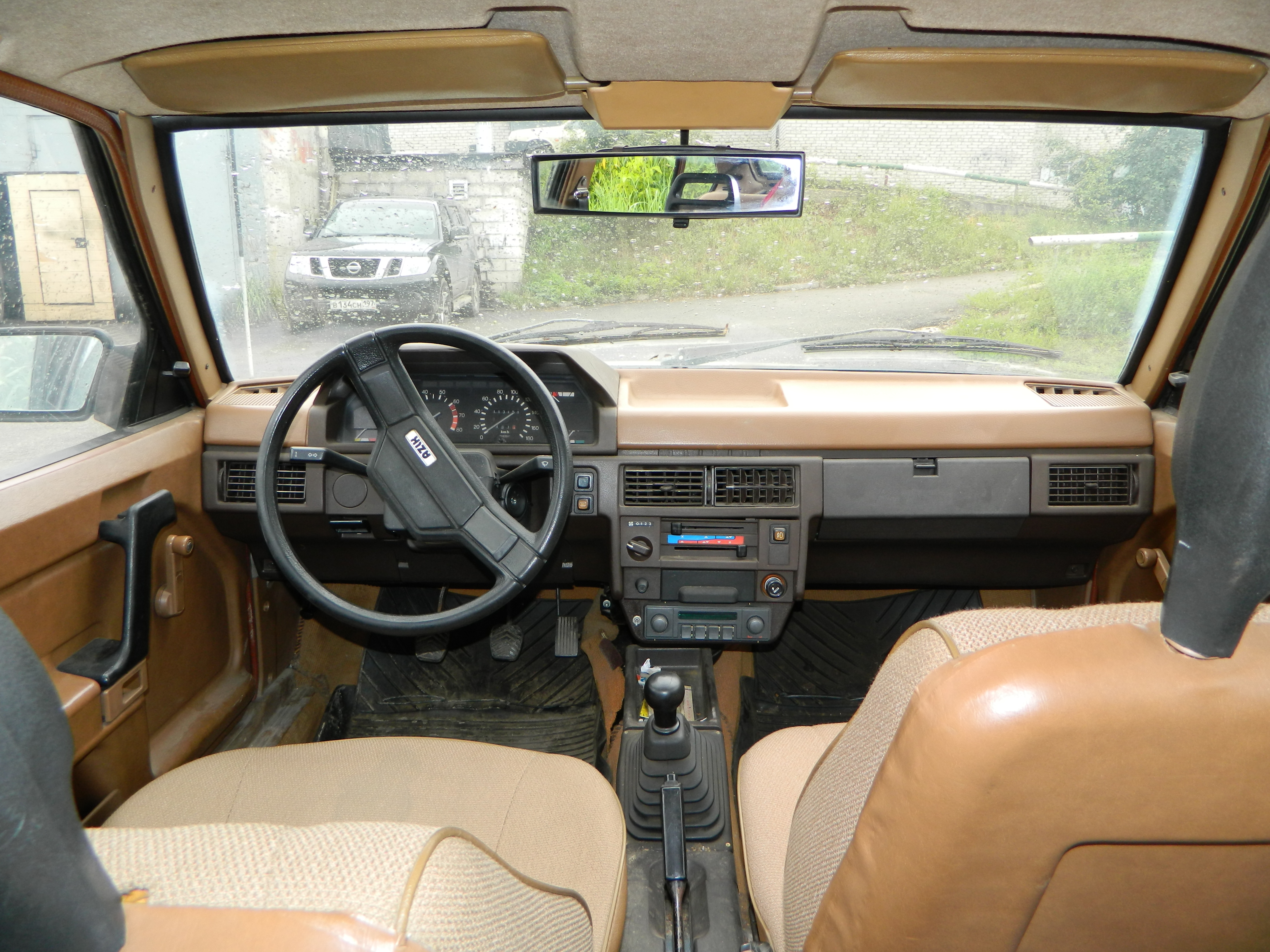
Dashboard

Het nieuwe model is - anders dan zijn voorganger, de Moskvitsj 2140 - rondom een zelfstandige nieuwe ontwikkeling hoewel de auto is ontwikkeld met hulp van Franse specialisten en duidelijk geïnspireerd op de Simca 1307. Omdat de oorspronkelijk voorziene licentieovereenkomst (bijvoorbeeld voor een 1,8 litermotor van Volkswagen) niet gerealiseerd werd en de bouw van een geplande motorenfabriek vertraagde, werd vanaf het begin in plaats van de geplande moderne 1,6 en 1,8 liter OHC-motoren op beproefde techniek teruggegrepen: de 1,5 liter Moskvitsj-motor UZAM 331.10 en (vanaf 1987) de 1,6 liter Lada-motor VAZ 2106. Op traditionele manier bleef men ook bij een in lengterichting geplaatste motor. Verder was de auto technisch bij de tijd met voorwielaandrijving en McPherson voorwielophanging en daarmee een doorbraak voor de Sovjet-automobielindustrie. De 2141 werd bijna de eerste voorwielaangedreven hatchback van de Sovjet-Unie maar doordat het opstarten van de productie vertraagde ging die eer naar de Lada Samara.

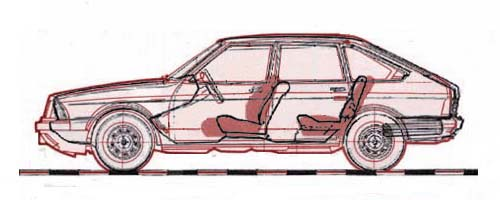
Vergelijking tussen de Aleko en de Simca 1307

De Aleko werd eind jaren '80 voor een korte periode ook onder licentie in Bulgarije geassembleerd. De laatst gebouwde Moskvitsj-modellen waren opgewaardeerde Aleko's met de typenamen 2141S Svyatogo en vanaf 1997 2142 in meerdere versies: bestelwagen, ambulance en sedan. In 2001 werd de productie gestaakt.

## Export
De Aleko werd vooral verkocht op de thuismarkt maar eind jaren tachtig werden ook exportpogingen ondernomen. In 1989 presenteerde de Nederlandse Lada-importeur Gremi Auto-import de Aleko 141 op de AutoRAI maar net als de Belgische importeur Scaldia-Volga SA koos men voor de voorzichtige weg. Het product moest eerst voldoen aan de maatstaven die vanuit beide landen aangegeven waren. Gremi verwachtte de Aleko eind 1991 of begin 1992 op de markt te kunnen brengen voor een prijs tussen de 19.000 en 20.000 gulden. Uiteindelijk zag Gremi, net als bij de Tavria, toch af van import in Nederland.
In Frankrijk werd de Aleko in 1988 gepresenteerd op de Autosalon van Parijs en tussen 1990 en 1993 verkocht door importeur Jacques Poch. Hij was verkrijgbaar als basisversie S en als SL die speciaal voor de Franse markt was voorzien van wieldoppen, een spoiler achterop, rubber strips op de flanken en andere bumpers en grille. De Aleko werd standaard geleverd met een toerenteller en metallic lak. Ondanks alle inspanningen om de middelmatige afwerking van de auto te verbergen werd de Aleko in 1993 na 769 registraties uit het Franse leveringsprogramma verwijderd.
In West-Duitsland werd de auto als Lada Aleko aangeboden en verkocht moeizaam, niet alleen door de technische stand van de late jaren '70 maar ook door de toenmalig hoge prijs van 18.000 Duitse mark. De import werd daarom in 1995 gestaakt. De Aleko had in Duitsland een 1753 cc dieselmotor met 44 kW (60 pk) van Ford. Hij versnelde de Aleko in 22 seconden van 0 tot 100 km/u, bereikte een topsnelheid van 140 km/u en had een verbruik van bijna 7,0 liter diesel per 100 km.